# Миленко Топић
Миленко Топић (Панчево, 6. март 1969) је бивши југословенски и српски кошаркаш, a садашњи кошаркашки тренер.
Играо је на позицији крилног центра. Најпознатији је по наступима за БФЦ Беочин и Црвену звезду, као и за репрезентацију Југославије.

## Каријера
Каријеру је почео у Слоги из Банатског Новог Села, а наставио у Профиколору где је радио са тренером Тодором Лазићем. Ипак највећу пажњу је скренуо на себе играма у екипи БФЦ Беочин. Са Кузмановићем, Топаловићем, Смиљанићем, Кусмуком и др. стигли су до финала доигравања у сезони 1995/96. Тада су изгубили у финалу од Партизана иако су прве две утакмице победили. Одличне игре су га препоручиле већ те године и селектору репрезентације Југославије Обрадовићу.

### Црвена звезда
У Црвену звезду је стигао у лето 1997. године из беочинског БФЦ-а заједно са Владимиром Кузмановићем и Жељком Топаловићем. Топић је већ у првој сезони био лидер тима по укупном броју поена – 697 поена на 51 утакмици у свим такмичењима, просек 13,7 по мечу. Звезду су те сезоне водила чак четворица тренера (Ранко Жеравица, Том Лудвиг, Владислав Лучић и Михаило Павићевић), али је и поред тога успела да стигне до шампионске титуле са 3:1 у победама у финалној серији против ФМП Железника. Чак је промењен тренер усред финалне серије, што је редак случај, када је Лалета Лучића заменио Михајло Павићевић, који је одвео екипу до титуле, али велике заслуге у томе је имао и Владислав Лучић, коме је то била трећа шампионска титула са Звездом. Топић је посебно добре партије пружио у доигравању, где је на осам утакмица постигао 139 поена (17,4 по мечу) и још једном био најбољи стрелац екипе. И у европском Купу Радивоја Кораћа је био први стрелац тима са просеком од 14,3 поена по утакмици. Звезда је у реванш мечу финала испустила предност из прве утакмице и дозволила екипи Меша из Вероне да подигне трофеј у препуној хали Пионир. Ту утакмицу су играчи и навијачи олако схватили. Већ је све било спремно за велико славље, а на крају је екипа доживела хладан туш и испустила прилику да освоји вредан европски трофеј.
Из сезоне 1998/99. памте се победе у Евролиги против Цибоне у Загребу и Жалгириса у Београду, када је Владе Дивац појачао тим за време штрајка играча у НБА лиги, а навијачи Звезде при изласку Дивца на терен скандирали Миленку Топићу. Плеј-оф није ни игран због бомбардовања, па је титула додељена подгоричкој Будућности, која је лигашки део завршила са победом више од црвено-белих, али су обе екипе наредне сезоне играле у Евролиги. Топић је те сезоне постигао највише поена у тиму Звезде рачунајући сва такмичења, укупно 576 поена. Био је одличан шутер и врло добар скакач, а никада није играо за статистику већ искључиво за тим, победе, успех екипе и трофеје, што су навијачи увек знали да цене, па је због тога био и омиљен међу Делијама.

### Каснија каријера
У лето 1999. прелази у подгоричку Будућности која је силно појачана доминирала тих година Југословенском лигом и имала запажене наступе у Евролиги. Са Подгоричанима је освојио две шампионске титуле 2000. и 2001. године и један Куп 2001. Пружио је запажене партије у Евролиги 2000/01, када је бележио 14,4 поена и 6,9 скокова по утакмици. У Евролиги је имао најбољи учинак против Лондон тауверса када постигао 27 поена и имао индекс корисности 39.
Касније је играо за италијанску Монтепаски Сијену са којом је 2002. године освојио Куп Рајмунда Сапорте. Дрес Хемофарма носио је у два наврата у сезони 2002/03. и од 2004. до 2007. године. Са Вршчанима је освојио Јадранску лигу 2005. године, а наступао је и за Милано у сезони 2003/04. и грчки Ретимно у сезони 2007/08. У великој већини клубова за које је играо током богате и дуге каријере био је међу најбољим играчима и бележио двоцифрен број поена по утакмици.

## Репрезентација
Са репрезентацијом СР Југославије освојио је златне медаље на Европском првенству 1997. и Светском првенству 1998, сребро на Олимпијским играма 1996. и бронзану на Европском првенству 1999. године. Остаће занимљивост за све те године никад није певао Југословенску химну.

## Играчки успеси

### Клупски
- Црвена звезда:
  - Првенство Југославије (1): 1997/98.
- Будућност:
  - Првенство Југославије (2): 1999/00, 2000/01.
  - Куп Југославије (1): 2000/01.
- Монтепаски Сијена:
  - Куп Рајмунда Сапорте (1): 2001/02.
- Хемофарм:
  - Јадранска лига (1): 2004/05.

### Репрезентативни
- Олимпијске игре:  1996
- Европско првенство:  1997.
- Светско првенство:  1998.
- Европско првенство:  1999.

## Тренерски успеси

### Клупски
- Црвена звезда:
  - Првенство Србије (1): 2017/18.